# منچستر، نیوهمپشر
منچستر (به انگلیسی: Manchester) بزرگترین شهر ایالت نیوهمپشر در کشور ایالات متحده آمریکا است که جمعیت آن در سرشماری سال ۲۰۱۰ میلادی، ۱۰۹٬۵۶۵ نفر بوده‌است.
منچستر بزرگ‌ترین شهر شمال نیوانگلند نیز هست.

## نگارخانه

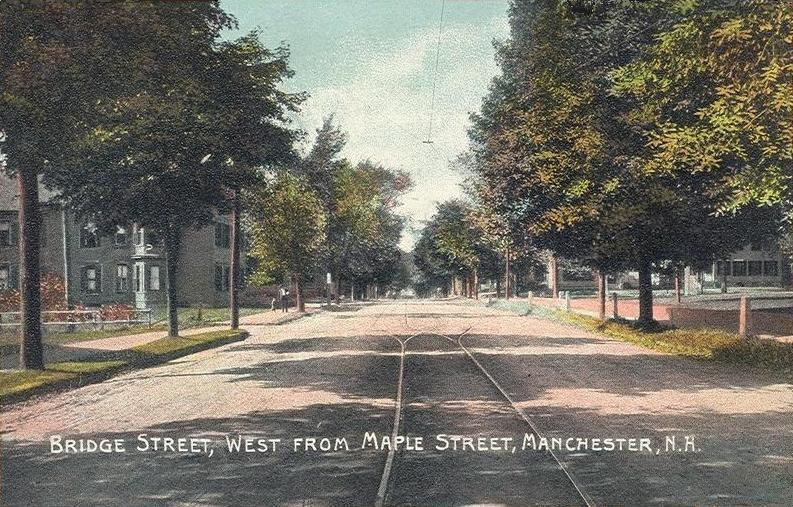
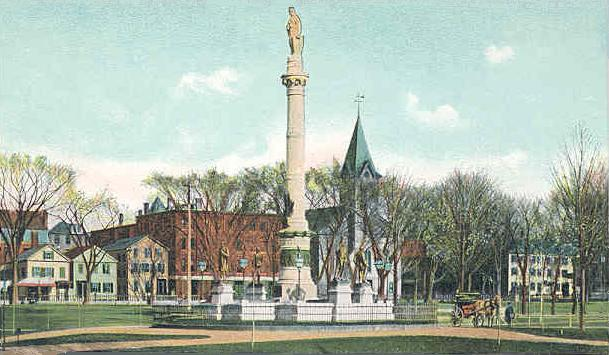
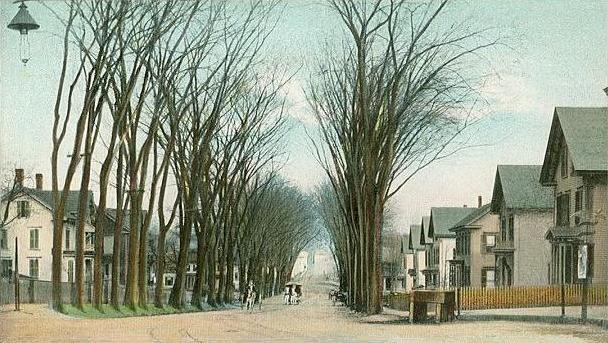
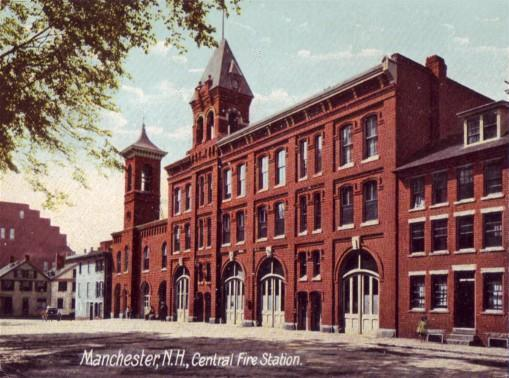